# Tredesin de Marz

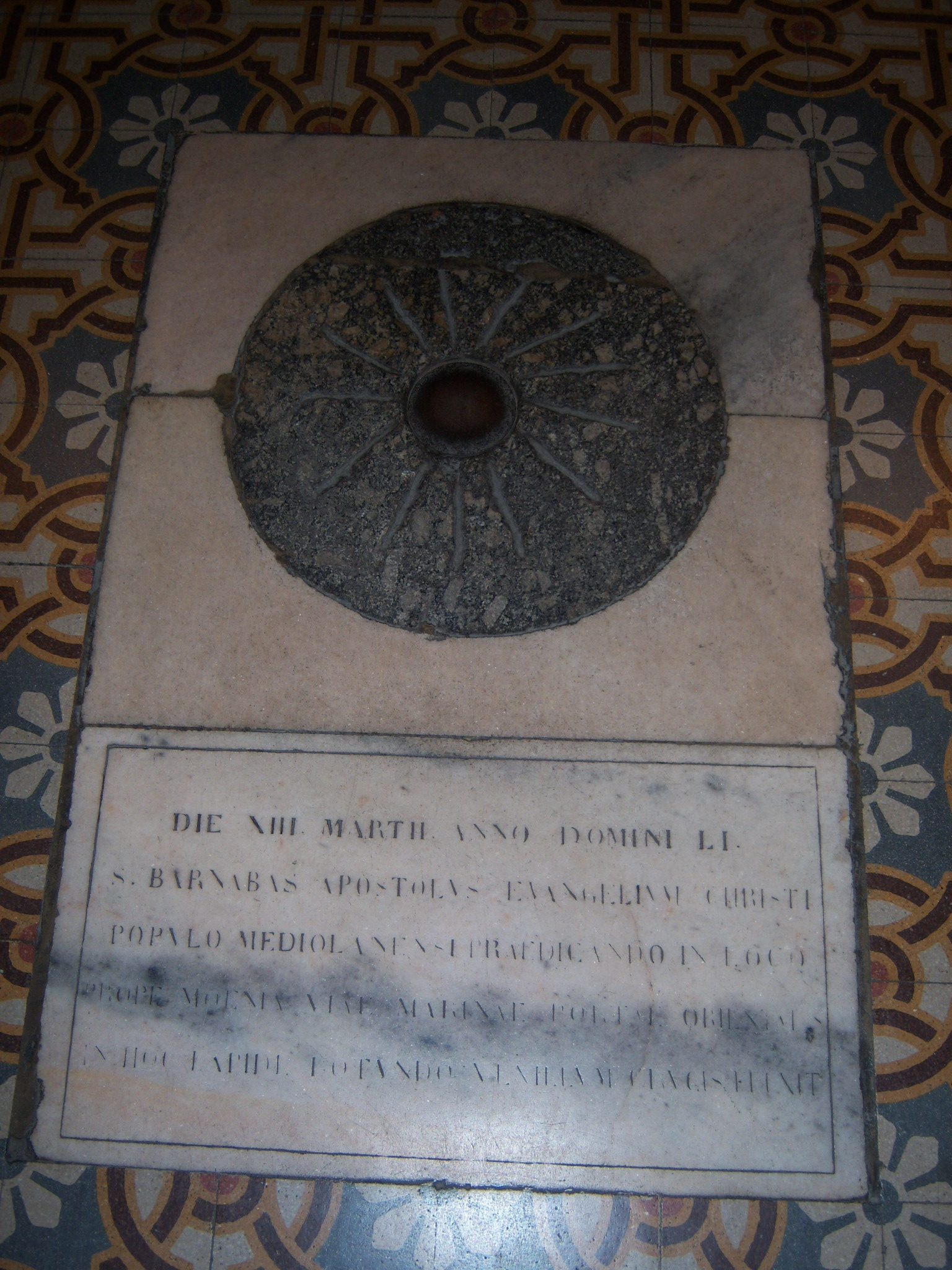
La pietra di San Barnaba: una mola preromana di epoca celtica

Il Tredesin de Marz (Tredici di marzo) è una festa tradizionale milanese nata per commemorare l'annuncio del Cristianesimo alla città da parte di San Barnaba che, secondo la tradizione, il 13 marzo dell'anno 51 infisse una croce in una pietra di origine celtica. La pietra è oggi collocata al centro della navata sul pavimento della chiesa di Santa Maria al Paradiso di Milano. La ricorrenza, che si festeggia il 13 marzo con una festa dei fiori che si tiene davanti alla chiesa, coincideva con la fine dei rigori invernali dell'incipiente primavera. Come altre feste di origine religiosa, il Tredesin de Marz rimane una ricorrenza folkloristica ormai slegata dagli avvenimenti religiosi che la hanno originata.
Secondo la tradizione più comune san Barnaba, attraversata la città con la croce cristiana nelle mani, avrebbe piantato per la prima volta il vessillo il giorno 13 di marzo vicino all'attuale Porta Venezia, nel luogo dove sarebbe successivamente sorta la basilica di san Dionigi, poi demolita nel 1783 per lasciare spazio ai nuovi bastioni. Presso San Dionigi si venerava una pietra rotonda (oggi conservata presso Santa Maria del Paradiso a Porta Vigentina) dotata di un foro e sulla quale vi sono scolpite 13 linee disposte a raggiera. Una lapide latina, postavi a lato, suonava così: «In questa rotonda pietra fu eretto il vessillo del Salvatore da san Barnaba apostolo, fondatore della Chiesa milanese, come è provato dall'autorità degli scrittori e dall'antica tradizione del popolo, qui accorrente il 13 marzo».
Una seconda vulgata tramanda invece che Barnaba abbia innalzato la prima croce presso l'attuale Porta Ticinese e che da quel fatto sarebbe poi originato il nome del Borgo di Santa Croce che altri invece ritengono traesse il nome dall'abbazia che vi sorgeva.